# Isonomeutis
Isonomeutis là một chi bướm đêm thuộc họ Copromorphidae. Các loài của chi này là đặc hữu của New Zealand.

## Các loài
- Isonomeutis amauropa Meyrick, 1888
- Isonomeutis restincta Meyrick, 1923